# نگهبانان دیوار
«نگهبانان دیوار» (انگلیسی: The Watchers on the Wall) نهمین قسمت فصل چهارم مجموعه تلویزیونی خیال‌پردازی اچ‌بی‌او، بازی تاج‌وتخت و در مجموع سی و نهمین قسمت مجموعه است. این قسمت توسط سازندگان مجموعه دیوید بنیاف و دی. بی. وایس نوشته و توسط نیل مارشال کارگردانی شده‌است.